# Lisdoddepuntkogeltje
Het lisdoddepuntkogeltje (Mycosphaerella typhae) is een schimmel behorend tot de familie Mycosphaerellaceae. Het groeit op bladeren van grasachtige planten. Het komt voor op 	rietland en oevervegetatie. De schimmel groeit op ondergedompelde stengels van lisdodde (Typha) en Scirpus.

## Kenmerken
Het heeft ascocarpen die verspreid of dicht op elkaar voorkomen. Deze ascocarpen zijn ingebed of kunnen iets uitsteken en worden naarmate ze ouder worden. De kleur varieert van bruin tot zwart. Ze hebben typisch een diameter van 50-75 µm en indien aanwezig een papillaire nek. De asci zin 8-sporig, langwerpig of breed fusiform, soms smal clavate, met korte steeltjes, met afmetingen van 30-40 x 8-12 µm. De ascosporen zijn clavate of afgeplat, aan beide uiteinden afgerond, schuin in twee rijen gerangschikt in de asus en bestaan uit twee cellen. In eerste instantie hyaliene, maar kunnen na verloop van tijd lichtgeel worden en zijn ze niet ingesnoerd op de septen. De sporenmaat is 10-14 x 4-5 µm.

## Verspreiding
In Nederland komt het lisdoddepuntkogeltjematig uiterst zeldzaam voor.